# Alanteenjärvi (sjö i Suomussalmi, Kajanaland, 65,27 N, 29,39 Ö)
Alanteenjärvi är en sjö i kommunen Suomussalmi i landskapet Kajanaland i Finland. Arean är 35 hektar och strandlinjen är 3,76 kilometer lång. Sjön  ingår i Uleälvens huvudavrinningsområde.   Den ligger omkring 140 kilometer nordöst om Kajana och omkring 610 kilometer norr om Helsingfors. 
Alanteenjärvi ligger öster om Saarijärvi. 